# 英國廣播公司信託基金

Logo

英國廣播公司信託基金（BBC Trust）是英國廣播公司的監管機構， 2006年改革之後成立，並於2017年解散，負責監管英國廣播公司的日常運營，保證BBC的公信力。末任主席羅娜·費爾海德。
在2006年及之前及2017年起，BBC由英國廣播公司董事會管治。

## 相關
- 恩特威斯爾辭職
- 《新聞之夜》
- 海倫波登 新聞總監
- 史蒂夫米切爾
- 吉米薩維爾

## 外部參考
1. ↑  .   [2012-11-13]. （原始内容存档于2017-12-21）.